# Елітне військо
Елітне військо (англ. Ultimate Force) - британський телесеріал. Його називають максимально наближеним до життя. «Елітне військо» – це складні завдання, прекрасний акторський склад і максимально реалістичний сюжет.
Сценарій до фільму написаний колишніми бійцями SAS Крісом Райаном і Робом Хейландом, які також були консультантами на знімальному майданчику.
Завданням SAS є проведення розвідувальних, диверсійних і антитерористичних операцій, в тому числі і за межами Великої Британії, охорона перших осіб держави, а також підготовка військових спеціалістів інших країн для участі в локальних конфліктах .
Загін під командуванням рішучого і жорсткого сержанта Хенно Гарві (Ross Kemp) демонструє чудову підготовку і витримку під час виконання поставлених завдань, будь то звільнення заручників, нейтралізація терористів чи спеціальна операція за межами країни.
Кожна серія - це складна місія вигаданого підрозділу Червоний загін (Red Troop) особливого призначення підрозділу SAS Special Air Service (Спеціальних повітряних сил Великої Британії) - команди з восьми бійців, серед яких є одна жінка. Головну роль виконує відомий британський актор Росс Кемп (Ross Kemp), який став відомий у всьому світі завдяки документальному проекту "Ross Kemp On Gangs". У ньому актор бере інтерв'ю у найнебезпечніших вуличних бандитів світу. Для того щоб Кемп зіграв у серіалі, продюсери переманили його багатомільйонним контрактом.
14 лютого 2011 року відбулась українська прем'єра серіалу Елітне військо (Ultimate Force) на першому українському розважальному науково-популярному телеканалі Мега.

## Опис серій

### Перший сезон (2002)
| # | # | Назва                                                            | Режисер           | Автор сценарію                                           | Кількість глядачів UK (мільйонів) | Прем'єра        |
| --- | - | ---------------------------------------------------------------- | ----------------- | -------------------------------------------------------- | --------------------------------- | --------------- |
| 1 | 1 | «The Killing House/ Стрілецький будинок»                         | Diarmuid Lawrence | Роб Хейланд (Rob Heyland)                                | 6.36                              | 16 вересня 2002 |
| 2 | 2 | «Just a Target/ Лише мішень»                                     | Tom Clegg         | Роб Хейланд (Rob Heyland)                                | 5.79                              | 18 вересня 2002 |
| 3 | 3 | «Natural Selection/ Природний відбір»                            | Tom Clegg         | Роб Хейланд (Rob Heyland)                                | 6.59                              | 25 вересня 2002 |
| 4 | 4 | «Breakout»                                                       | Tom Clegg         | Роб Хейланд (Rob Heyland) & Джуліан Джонс (Julian Jones) | 6.75                              | 2 жовтня 2002   |
| Червоний загін повинен звільнити фармацевтичну лабораторію, яку захопили троє чеченців. Науковці лабораторії працювали над пошуком вакцини від смертельної форми сибірки. |   |                                                                  |                   |                                                          |                                   |                 |
| 5 | 5 | «The Killing of a One-Eyed Bookie/ Вбивство одноокого букмекера» | Tim Leandro       | Len Collin                                               | 6.51                              | 9 жовтня 2002   |
| 6 | 6 | «Something to Do with Justice/ Питання справедливості»           | Tim Leandro       | Роб Хейланд (Rob Heyland)                                | 4.90                              | 12 жовтня 2002  |

### Другий сезон (2003)
| #  | # | Назва                                      | Режисер     | Автор сценарію            | Кількість глядачів UK (мільйонів) | Прем'єра       |
| -- | - | ------------------------------------------ | ----------- | ------------------------- | --------------------------------- | -------------- |
| 7  | 1 | «Communication/ Комунікація»               | Tom Clegg   | Роб Хейланд (Rob Heyland) | 6.43                              | 18 червня 2003 |
| 8  | 2 | «Mad Dogs/ Скажені пси»                    | Tom Clegg   | Роб Хейланд (Rob Heyland) | 6.13                              | 25 червня 2003 |
| 9  | 3 | «Wannabes/ Імітатори»                      | Tim Leandro | Len Collin                | 6.15                              | 2 липня 2003   |
| 10 | 4 | «The List/ Список»                         | Jeremy Webb | Len Collin                | 5.89                              | 9 липня 2003   |
| 11 | 5 | «What in the Name of God/ Що в імені Бога» | Tom Clegg   | Роб Хейланд (Rob Heyland) | Буде оголошено                    | 16 липня 2003  |
| 12 | 6 | «Dead is Forever/ Смерть назавжди»         | Tom Clegg   | Роб Хейланд (Rob Heyland) | 6.63                              | 23 липня 2003  |

### Третій сезон (2005)
| #  | # | Назва                                              | Режисер           | Автор сценарію            | Кількість глядачів UK (мільйонів) | Прем'єра      |
| -- | - | -------------------------------------------------- | ----------------- | ------------------------- | --------------------------------- | ------------- |
| 13 | 1 | «Deadlier Than the Male/ Смертельніше за чоловіка» | Richard Holthouse | Роб Хейланд (Rob Heyland) | 5.34                              | 8 січня 2005  |
| 14 | 2 | «Never Go Back/ Ніколи не повертайся»              | Richard Holthouse | Роб Хейланд (Rob Heyland) | 5.33                              | 15 січня 2005 |
| 15 | 3 | «The Class of 1980/ Учні 1980-го»                  | Tim Leandro       | Len Collin                | 5.17                              | 22 січня 2005 |
| 16 | 4 | «Weapon of Choice/ Найкраща зброя»                 | Tom Clegg         | Len Collin                | 4.37                              | 7 травня 2005 |

### Четвертий сезон (2006 & 2008)
| #  | # | Назва                              | Режисер        | Автор сценарію   | Кількість глядачів UK (мільйонів) | Прем'єра       |
| -- | - | ---------------------------------- | -------------- | ---------------- | --------------------------------- | -------------- |
| 17 | 1 | «Changing of the Guard»            | Mark Roper     | Charlie Fletcher | 4.08                              | 29 квітня 2006 |
| 18 | 2 | «Charlie Bravo/Чарлі Браво»        | Буде визначено | Буде визначено   | 4.35                              | 6 травня 2006  |
| 19 | 3 | «The Dividing Line/Межа»           | Laurence Moody | Alan Whiting     | 3.82                              | 18 травня 2008 |
| 21 | 4 | «Violent Solutions/Силове рішення» | Mark Roper     | Rob Heyland      | 3.80                              | 25 травня 2008 |
| 21 | 5 | «Slow Bomb/Повільна бомба»         | Laurence Moody | Charlie Fletcher | 4.03                              | 1 червня 2008  |